# استان ناکون ساوان

نقشهٔ تایلند و جایگاه استان ناکون ساوان.

استان ناکون ساوان (به انگلیسی Nakhon Pathom) یکی از استان‌های کشور تایلند است. مساحت آن ۹۵۹۷ کیلومترمربع می‌باشد. جمعیت این استان در سال ۲۰۰۰ بالغ بر ۱۰۹۰۰۰۰ نفر برآورد شده‌است.
استان ناکون ساوان از نظر تقسیمات کشوری بخشی از ناحیه مرکزی تایلند به حساب می‌آید. مرکز این استان شهر ناکون ساوان است.